# البلفيدير (حي)
البلفيدير (بالفرنسية: Belvédère) حي يقع بوسط مدينة تونس. يوجد به المعهد الوطني للعلوم الفلاحية بتونس.